# 에스페란토의 역사
에스페란토는 1887년에 창제된 이래 120여 년의 역사를 겪었다. 그 동안 언어 자체는 크게 변하지 않았지만, 에스페란토 단체와 그 활동 및 목표는 많은 변화를 겪었다.

## 자멘호프와 제1서 이전의 에스페란토 (1878~1887)
러시아 제국(현재 폴란드)의 안과 의사였던 루도비코 라자로 자멘호프는 십대부터 이미 국제어를 구상하고 있었다. 이미 19세가 되던 해(1878년)에 "린그베우니베르살라"라는 이름으로 어느 정도 완성된 에스페란토의 초본이 존재하였다. 이는 보통 최초의 국제어로 여겨지는 볼라퓌크(1879년 5월)가 출판되기 1년 전이다. 그러나 자멘호프는 이 언어를 친구들과 친척들에게만 공개하였고, 1887년까지 꾸준히 여러 부분을 수정하였다.

## 초창기 (1887~1903)

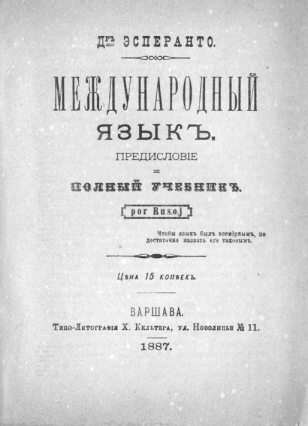
제1서 초판 (1887)

1887년에 자멘호프는 미래 장인의 도움을 받아 에스페란토에 대한 작은 40쪽의 책자를 출판하였다. 이는 뒷날 《제1서》로 알려지게 된다. 이 책자는 "에스페란토 박사"(Doktoro Esperanto, 희망하는 이)라는 필명으로 출판하였고, 정작 이 책자에 설명된 언어는 "국제어"(lingvo internacia)라는 이름 밖에는 특별한 명칭이 없었다. 그러나 곧 "에스페란토 박사의 언어"가 줄어 언어 자체가 "에스페란토"로 불리게 되었다.
제1서가 좋은 반응을 얻자 자멘호프는 《제2서》(Dua Libro) 등 다른 책자를 출판하였고, 잡지 등에 관련 기사를 실었다. 1889년부터는 《에스페란티스토 주소록》을 편찬하여 에스페란토를 쓰는 사람들이 서로 소통할 수 있게끔 하였다. 이 주소록의 초판(1889년)에는 오직 천여 명만 수록되었지만, 제9판(1909년)에는 이미 2만2천여 명이 수록되었다.
에스페란토는 볼라퓌크처럼 원어의 단어를 알아보기 힘들 정도로 왜곡하지 않았으므로 더 인기가 높았다. 1888년 말에 뉘른베르크 볼라퓌크 클럽(Nürnberger Weltspracheverein)은 에스페란토 클럽으로 바뀌었다. 뉘른베르크 클럽과 함께 자멘호프는 《라 에스페란티스토》(La Esperantisto)라는 제목으로 에스페란토로 쓰여진 월간지를 출판하기 시작했고, 곧 에스페란토계에서 주된 잡지로 자리매김하였다.

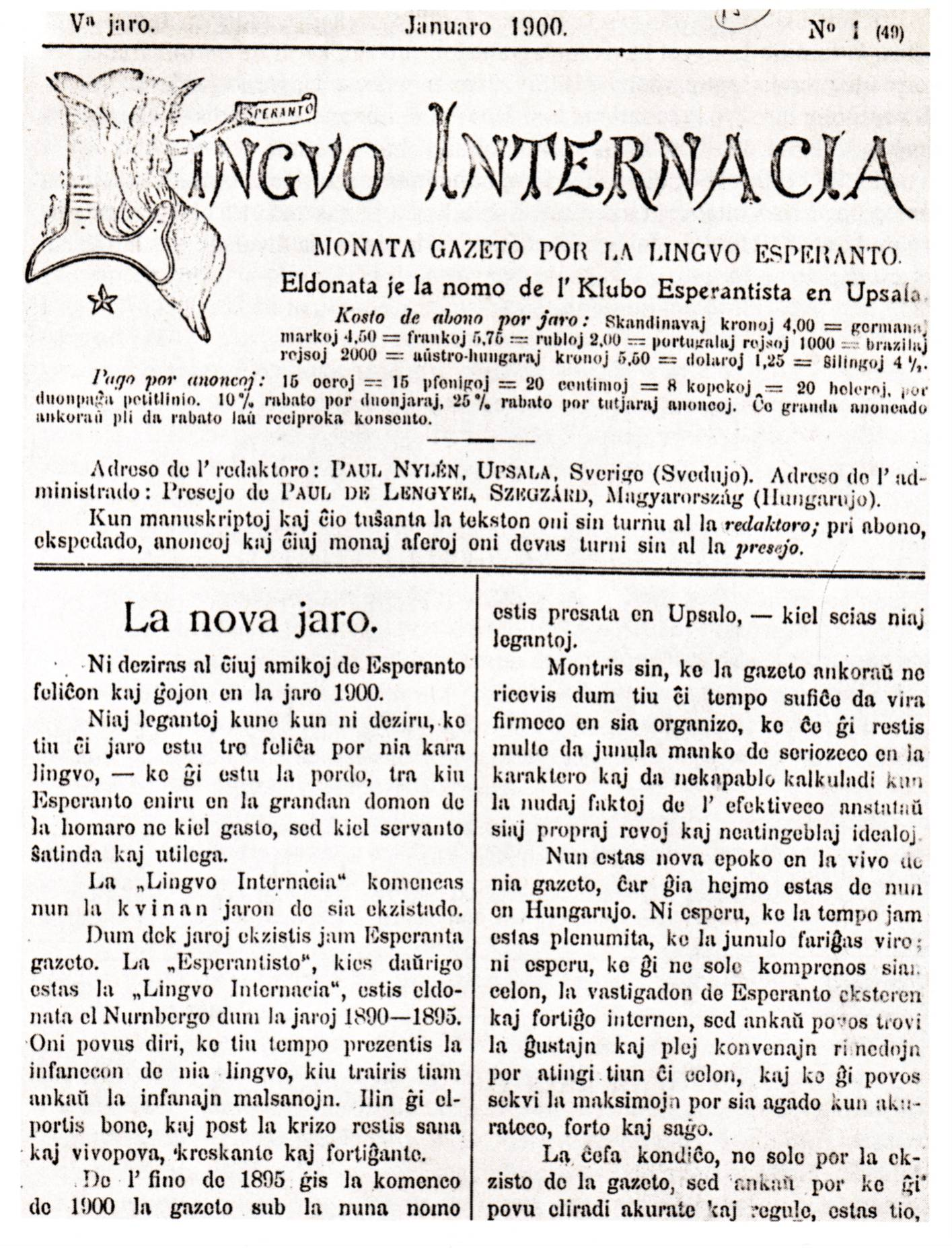
린그보인테르나치아 1900년 1월호

그러나 뉘른베르크 클럽은 곧 1894년에 다시 에스페란토를 떠나고 볼라퓌크의 개선안인 이디옴네우트랄(Idiom Neutral) 클럽이 되었다. 1895년에는 러시아 제국 정부가 《라 에스페란티스토》를 금서(禁書)로 지정하였고, 월간지는 웁살라로 옮겨 《린그보 인테르나치아》(Lingvo Internacia)라는 제목으로 출판되었다. 모스크바, 상트페테르부르크, 샬케(Schalke, 현 겔젠키르헨의 일부)에 에스페란토 클럽이 존속했지만, 이 기간에는 에스페란토 운동의 발전이 디뎠다.
1898년에는 프랑스의 루이 드 보프롱이 프랑스 에스페란토 협회를 창시하였고, 월간지 《레스페랑티스트》(L'Espérantiste)를 출간하기 시작하였다.드포브롱은 테오필 카르, 샤를 부를레(Charles Émile Ernest Bourlet), 이폴리트 세베르(Hippolyte Sebert) 등 프랑스의 지식인들을 유치하는 데 성공하였고, 이후 에스페란토 운동의 중심은 러시아에서 프랑스로 이동하게 된다.

## 국제 시대 (1903~1914)

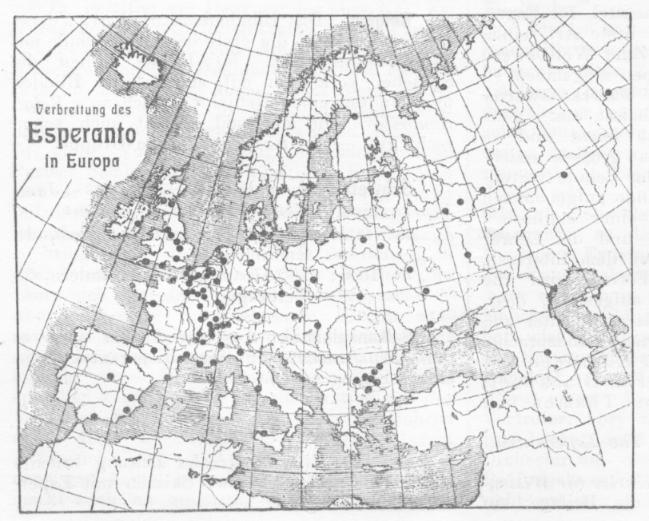
유럽 에스페란토 클럽 지도 (1905년)

약 1903년부터 제1차 세계 대전의 발발까지는 세계 각국에서 에스페란토 운동이 활발히 전파되었다. 예를 들어, 스위스 에스페란토 협회는 1903년에, 독일 협회는 1906년에, 미국 협회는 1910년에 창립되었다.
1905년부터 세계 에스페란토 대회가 매년 열리기 시작하였다. 프랑스 불로뉴쉬르메르에서 개최된 제1회 세계 대회에서는 불로뉴 선언이 발표되고, 오늘날 에스페란토 학술회의 전신인 언어 위원회(Lingva Komitato)가 창설되었고, 푼다멘토 데 에스페란토가 공식으로 채택되었다. 푼다멘토 데 에스페란토는 에스페란토를 공식적으로 정의한 문서로, 현재까지도 효력이 있다. 전시(戰時)를 제외하고 세계 대회는 오늘날까지 매년 열리고 있다.
1907년에는 루이 드 보프롱과 루이 쿠튀라(Louis Couturat)가 에스페란토의 개선안인 이도를 발표하였다. 이도 프로젝트는 상당수의 에스페란티스토들을 끌어가는 데 성공하였다. 1910년까지, 당시 307개의 각국 에스페란토 협회 가운데 14개가 이도 협회로 바뀌었다. 에스페란토 백과사전에 따르면, 에스페란토계의 중심 인물(gvidanto)들의 약 20%가 이도를 받아들였지만, 정작 일반 에스페란티스토의 경우에는 오직 3~4%만이 이도를 받아들였다. 특히 룩셈부르크, 벨기에, 덴마크에서 이도가 큰 인기를 끌었다. 그러나 쿠튀라가 1914년에 사망하고, 제1차 세계 대전이 발발하면서 이도 운동은 수그러들었다.
1908년에는 세계 에스페란토 협회가 창립되었지만, 각국 에스페란토 협회를 다 끌어 모으는 데는 실패하였다. 이를 대신하여 "세계 에스페란토 단체 연맹"(Internacia Unuiĝo de Esperantistaj Societoj)이 1913년 창립되었으나, 이는 제1차 세계 대전의 발발로 인하여 실패하였다.

## 분열과 핍박 (1914~1945)

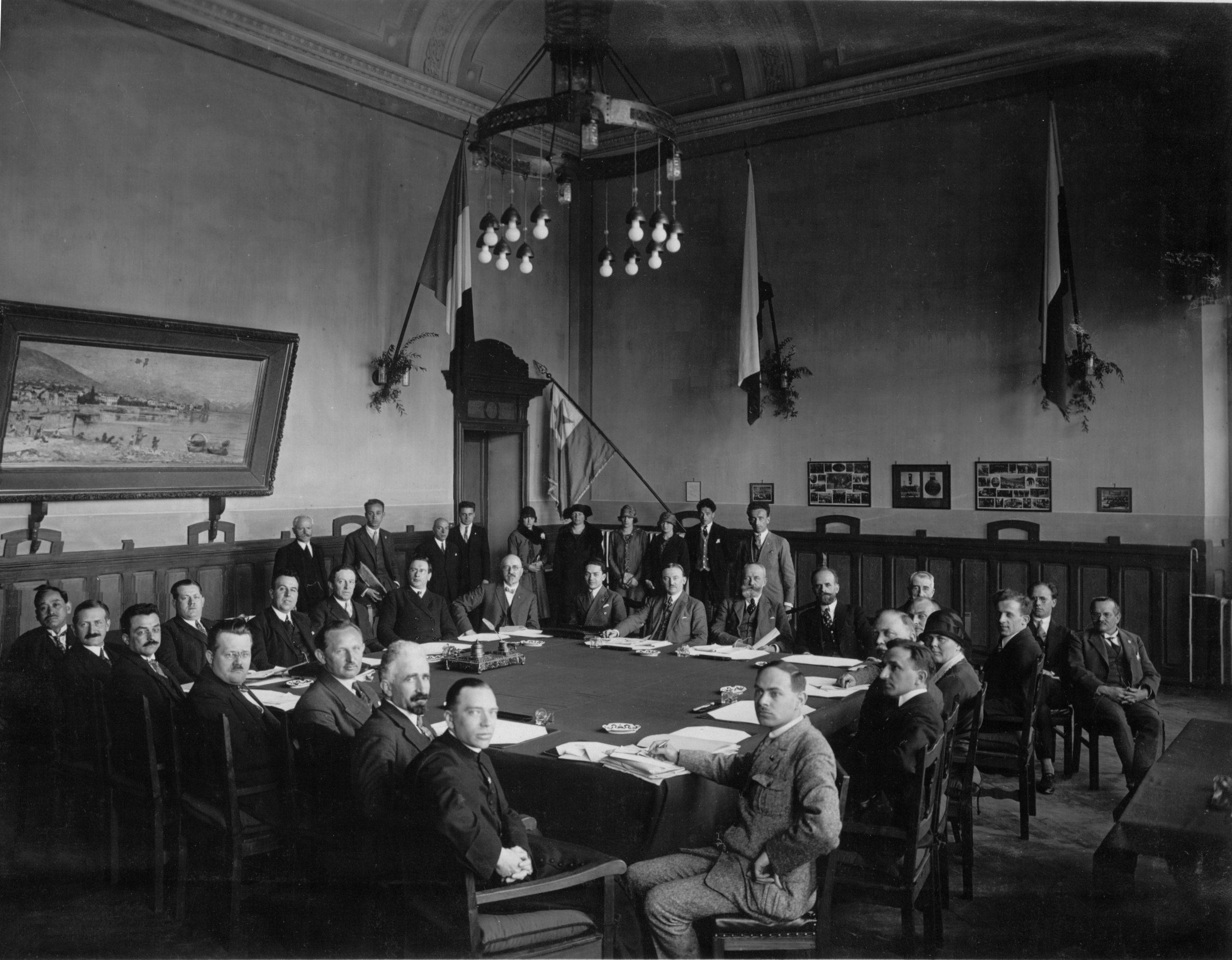
Konferenco en Locarno, 1926

제1차 세계 대전이 터지면서 에스페란토 운동의 전파는 더디어졌다. 에스페란토는 전중 선전물을 배포하는 데 사용되기도 하였다.
전후에는 각국 에스페란토 협회가 하나로 연합하여야 한다는 관점이 대두하였다. 이에 따라, 헬싱키에서 열린 1922년 세계 에스페란토 대회에서 각국 협회들은 세계 에스페란토 협회를 구심점으로 연합하는 것에 동의하였다. 이를 "헬싱키 체제"라 한다. 헬싱키 체제는 1932년까지 존속되었으나, 여러 나라 협회들이 이에 여러 불만을 표시하며 세계 협회를 탈퇴하여 새로운 조직을 설립하려 하였다. 이에 따라, 쾰른에서 열린 1933년 세계 에스페란토 대회에서 세계 에스페란토 협회가 재편성되었다. 이를 쾰른 체제라 하며, 이는 현재까지 지속되고 있다.
한편, 이 동안 유럽 각국에는 파시즘, 나치즘과 전체주의가 확산되었고, 이들은 대체로 에스페란토에 적의를 품었다. 아돌프 히틀러는 저서 《나의 투쟁》에서 에스페란토를 유대인의 세계 정복을 위한 모략으로 간주하였다. 히틀러가 수상으로 취임한 지 석 달밖에 지나지 않은 1933년 4월 나치 독일 정부는 독일 노동자 에스페란토 연합(Germana Laborista Esperantista Asocio) 본부를 습격하여 수많은 에스페란티스토들을 체포하였다. 1935년 5월에는 에스페란토의 교육을 금지하였고, 1936년에는 쾰른에서 출판되던 잡지 《헤롤도 데 에스페란토》(Heroldo de Esperanto)를 금서(禁書)로 지정하였다. (이후에 이 잡지는 네덜란드 스헤베닝언(Scheveningen)으로 옮겨 출간되었다.) 1936년 2월 18일에는 국가사회주의 독일 노동자당(나치당)의 부장(Reichsleiter)이던 마르틴 보어만이 모든 국제어 관련 조직에 가입하는 것을 금지하였다. 자멘호프의 딸이자 유명한 에스페란티스토였던 리디아(Lidia)와 소피아(Sofia)는 트레블링카 강제 수용소(Treblinka)에서, 자멘호프의 아들 아담 자멘호프는 팔미리 강제 수용소(Palmiry)에서 다른 수많은 유대인들과 함께 비참하게 학살되었다.
포르투갈의 독재자 안토니우 드 올리베이라 살라자르는 1936년 9월에 모든 에스페란토 단체를 강제로 해산시켰다.
소비에트 연방에서도 에스페란토의 박해는 계속되었다. 에스페란토 문학가인 니콜라이 네크라소프(Николай Владимирович Некрасов)와 블라디미르 바란킨(Владимир Валентинович Варанкин), 예브게니 미할스키를 포함한 2천여 명의 에스페란티스토들이 암살되었고, 3만여 명이 체포되었다.

## 냉전 시대 (1945~1991)
전후에도 이오시프 스탈린이 사망할 때까지는 동유럽에서 에스페란토에 대한 박해가 계속되었으나, 스탈린의 사후(1953)에는 에스페란토 운동이 되살아나기 시작했다. 유고슬라비아 자그레브에서 열린 1953년 세계 에스페란토 대회를 시작으로, 폴란드 바르샤바(1959, 1987), 불가리아 소피아(1963), 헝가리 부다페스트(1966, 1983), 유고슬라비아 베오그라드(1973), 불가리아 바르나(1978), 중국 베이징(1986), 쿠바 아바나(1990) 등 냉전 시대의 세계 에스페란토 대회 가운에 약 4분의 1이 공산주의 국가에서 열렸다.
또한, 남아메리카와 아시아 등에서도 에스페란토 운동이 전파되기 시작하였다. 1962년에는 일본의 야기 히데오(八木 日出雄)가 최초로 유럽인이 아닌 세계 에스페란토 협회 회장이 되었고, 1965년에서는 유럽과 미국 이외의 국가에서는 최초로 도쿄에서 세계 에스페란토 대회가 개최되었다. 1981년에는 남반구에서는 최초로 브라질 브라질리아에서 세계 에스페란토 대회가 개최되었다.

## 오늘날의 에스페란토 운동 (1991~)

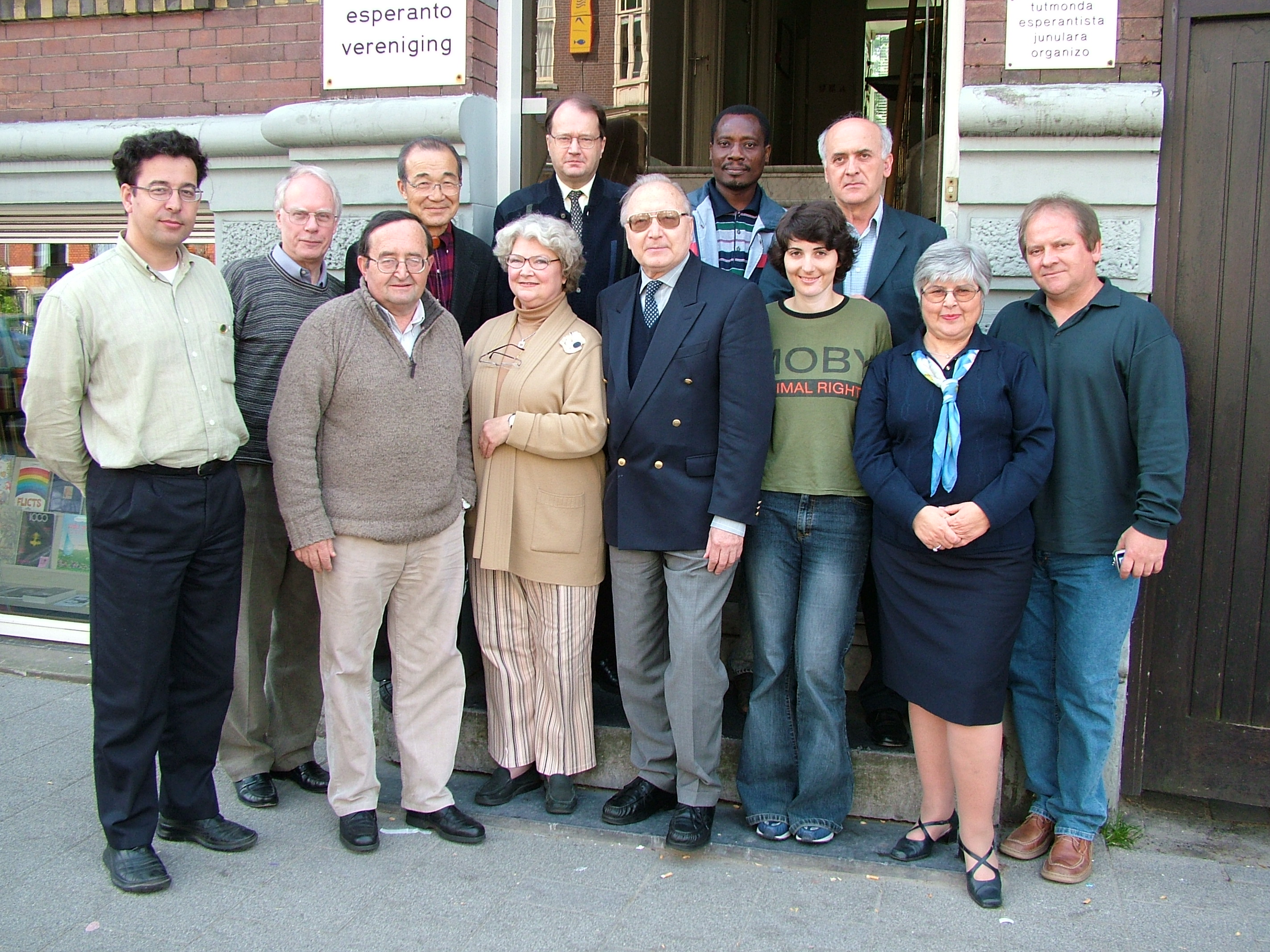
세계 에스페란토 협회 중앙 위원회(Estraro), 2004년 4월

동유럽에서 공산주의 체제가 몰락하면서 자유로워진 동유럽의 에스페란토 활동은 더욱 활발해졌다. 인터넷의 발달로 인하여 에스페란토를 더욱 쉽고 널리 전파할 수 있게 되었고, lernu!와 같은 에스페란토 학습 사이트들이 생기게 되었다.

## 한반도에서의 에스페란토의 역사

### 대한 제국과 일제 강점기
한반도에서 최초의 에스페란티스토의 기록은 대한제국 고종 황제가 1906년 기초적인 에스페란토를 배웠다는 것이다. 일제강점기 때에는 1920년 김억에 의해 YMCA에서 공개 에스페란토 강습회가 개최되었다. 김억은 1920년 발간된 《폐허》 창간호에 《La Ruino》(폐허)라는 에스페란토 창작 시를 발표하였고, 다음과 같다.
| La Ruino | 폐허                                                                                               |
| Jam spiras aŭtuno Per sia malvarmo kruela; Kaj ploras pluvanta ĉielo.                                       | 이미 가을은 숨쉰다 스스로의 차가움으로 잔인한데, 하늘은 빗방울로 흐느끼네.                         |
| Kaj ĉiam minace Alrampas grizegaj la nuboj; De pensoj malgajaj jam estas mi lace, Penetras animon la duboj. | 항상 으르는 듯 잿빛 구름들이 기어가네. 우울한 생각으로 이미 난 지쳤는데 마음 속에 의심이 스며드네. |
김억은 1922년에는 《개벽》에 에스페란토 교재 《에쓰페란토 자습실》(에스페란토: Verda E. Kim’a Memlernolibro de la lingvo “Esperanto”)을 발표하는 등 자신의 문학 활동과 에스페란토를 보급하고자 많은 심혈을 기울였다. 《에쓰페란토 자습실》에서 김억은 에스페란토를 한글로 표기하는 데 독창적인 표기법을 개발하였는데, 이는 다음과 같다. 이 표기법에서는 한국어에서 사용되지 않는 음운을 옛 한글의 겹자음으로 표기하였다.
| 에스페란토 알파벳  | a  | b  | c | ĉ            | d      | e  | f  | g  | ĝ  | h  | ĥ    | i  | j               | ĵ  | k  | l  | m  | n  | o  | p  | r    | s  | ŝ  | t  | u  | ŭ  | v  | z  |
| 한글 (김억 표기법) | ㅏ | ㅂ | ᅉ  | 추(촤/췌/취) | ㄷ, ᄯ | ㅔ | ᅋ | ᅁ | ᄶ | ㅎ | ㅋㅎ | ㅣ | 이(야/예/요/유) | ㅈ | ㅋ | ㄹ | ㅁ | ㄴ | ㅗ | ㅍ | 으ㄹ | ㅆ | 쉬 | ㅌ | ㅜ | 우 | ᅄ | ᅈ |

예를 들어, 다음과 같은 식이다.
ŝpari → 쉬파으리
ĝis → ᄶᅵ쓰
vojiras → ᅄᅩ이이으라쓰
ĥemio → ㅋ헤미오
ĉielo → 취에로
1923년에는 신봉조가 최초의 한국어 에스페란토 교재 《강습용 에쓰페란토 독본》(에스페란토: Kursa legolibro de Esperanto)을 출판하였다. 1937년에는 조선에스페란토문화사 사장이었던 아나키스트 홍형의에 의해 순(純) 에스페란토 잡지인 《Korea Esperantisto》가 창간되었으나 일제의 방해로 곧 폐간되었다. 나비 학자로 알려진 석주명은 전공 논문의 내용 또는 요약을 에스페란토로 발표하여 많은 주목을 받았는데 1947년에 《국제어 에스페란토 교과서》를 출판하였다. 이 밖에도, 일본의 오야마 도키오(일본어: 大山 時雄, 필명 에스페란토: E. T. Montego, 1898년~1946년)가 한반도에서 에스페란토를 전파하였다.
일제 강점기 동안 상당수의 독립운동가들이 에스페란토를 배웠다. 이들 가운데는 안중근의 조카 안우생(安偶生, 필명 에스페란토: Elpin, 1907년~1991년), 이재현, 백남규(白南奎, 1884년~1970년, 에스페란토: Stelaro Paik), 홍명희 등이 있다. 백남규는 1931년 7월 1일~11월 10일 동안 《동아일보》에 《에스페란토 강좌》(에스페란토: Esperanta Katedro)를 연재하였다.

### 한국 전쟁 이후
북조선에서는 조선에스페란토협회가 1959년에 설립되었다. 제1회 에스페란토 강습회에서는 650명 이상의 수강생이 에스페란토를 강습하였다고 한다. 1964년에는 에스페란토-조선말 사전을 출간했고, 당시 평양에서 에스페란토 라디오 방송을 송출하였다.
남한에서는 한국 전쟁 이후 1960년대 중반까지 부산의 이재현, 대구의 최해청·홍형의·서병택(徐丙澤), 서울의 최봉렬(崔鳳烈) 등에 의해 명맥을 유지하여 왔다. 1975년에는 한국에스페란토협회가 서울에서 창립되면서 새로운 전기를 마련하였고, 이후 대학을 중심으로 학생과 일반인을 위한 보급 활동이 활발히 전개되기 시작하였다.
1976년에는 한무협에 의해 창간된 《La Espero el Koreio》(한국의 희망)지는 세계적으로 한국 에스페란토의 수준을 드높이는 계기가 되었다. 이가 한국 에스페란토 번역 문학사에서 차지하는 비중은 매우 크다.

### 오늘날 한반도에서의 에스페란토
1985년에 당시 단국대학교 총장으로 있었던 장충식(張忠植)이 에스페란토를 단국대학교의 정규 교과목으로 채택하였고, 1986년에는 부설 에스페란토 연구소를 설립하여 에스페란토의 학문적 연구 수준을 제고(提高)하였다. 그 뒤 한국외국어대학교, 원광대학교에서 에스페란토를 교양과목으로 강의하고 있다. 또한 서울대학교를 비롯한 몇몇 대학과 고등학교에는 에스페란토 동아리가 있으며, 한국에스페란토청년회에서는 격월 잡지인 《Verda Voĉo》(녹색 목소리)를 협회 기관지를 통해 발행하고 있다. 이밖에 청년회는 한중일의 청년 에스페란티스토(에스페란토 사용자)들이 함께하는 행사인 한중일 청년 세미나리오(Komuna Seminario, 약자 KS)가 매년 열리고 있다.
한국에스페란토협회는 1975년에 설립되었다. 현재 전국에 9개의 지부(경북지부, 광주전남지부, 대구지부, 대전충남지부, 부산경남지부, 서울지부, 인천지부, 전북지부, 강원지부)와 6개의 지회(수원지회, 천안지회, 안양지회, 익산지회, 제주지회, 양평지회)를 두고 있다. 한국 에스페란토 협회는 공식 잡지 《La Lanterno Azia》(아시아의 등잔)를 매달 (8월 제외) 발간하며, 매년 한국에스페란토대회(Korea Kongreso de Esperanto)를 개최한다. 또한, 매년 여름과 겨울에 전국 에스페란토 합숙 강좌를 열고 있다. 한국 에스페란토 협회의 대구 지부와 경북 지부의 주도로 매년 봄과 가을에 경북 청도군 각북면 남강서원에서 합숙 강좌를 열며, 특히 봄 학기에는 일본 에스페란토 보급회, 일본 간사이 에스페란토 연맹 등과 함께 행사를 개최하여 일본 에스페란티스토 수십 명이 방문한다. 서울에 있는 서울 에스페란토 문화원()에서는 매월 에스페란토 강습회를 갖고 있으며, 문화원의 서점에서는 600여 권의 에스페란토 서적이 판매되고 있다.
북조선에서는 현재 에스페란토 활동이 잘 이루어지지 않고 있다. 다만, 주 네팔 북조선 대사관에 의하면 지금도 북조선에서 적은 숫자의 에스페란티스토들이 있다고 한다.

## 참고 문헌
- Privat, Edmond (1912). 《Historio de la lingvo Esperanto》 (에스페란토).
- Drezen, Ernest (1931). 《Analiza historio de la Esperanto-Movado》 (에스페란토).
  - 마르크스주의적 역사관을 따른다.
- Lapenna, Ivo; Ulrich Lins, Tazio Carlevaro (1974). 《Esperanto en perspektivo》 (에스페란토). Universala Esperanto-Asocio. 845쪽.
- Forster, Peter Glover (1982). 《The Esperanto Movement》 (영어).
  - 사회학적 관점.
- Lins, Ulrich (1990). 《La danĝera lingvo》 (에스페란토). 모스크바: Progreso.
  - 한국어역: 린스, 울리히 (2013년 10월 20일). 《위험한 언어》. 번역 최만원. 서울: 갈무리. 628쪽.
  - 에스페란토의 박해를 다룬다.
- Корженков, Александр (2005). 《Historio de Esperanto》 (에스페란토). 칼리닌그라드: Sezonoj. 128쪽.
- van Dijk, Ziko (2006). 《Die neutrale Sprache》 (독일어).
  - 세계 에스페란토 협회를 주로 다룬다.
- van Dijk, Ziko (2005). 《Sed homoj kun homoj》 (에스페란토).
  - 세계 에스페란토 협회를 주로 다룬다.

### 에스페란토 관련 노동 운동
- Historio de S.A.T. 1953-1981. Paris: Sennacieca Asocio Tutmonda, 1982
- Historio de S.A.T. 1921-1952. Paris: Sennacieca Asocio Tutmonda, 1953
- Gerrit Paulus de Bruin, Laborista Esperanta Movado antaŭ la mondmilito. Parizo: Sennacieca Asocio Tutmonda, 1936
- Adolf Schwarz. Survoje al Internacio de Proleta Esperantistaro: Faktoj, dokumentoj, rememoroj. Pres-Esperanto: 소피아, 1992.
  - 에스페란토 관련 노동 운동을 다룬다.

### 기독교 에스페란토 운동
- Ulrich Matthias. Esperanto. Das neue Latein der Kirche. Meßkirch: Armin Gmeiner 1999.
- Hendrik Arie de Hoog. Nia historio. K.E.L.I. de 1911 ĝis 1961. K.E.L.I., 1964.

### 한국에서의 에스페란토
- 김삼수(金三守) (1976). 《한국에스페란토운동사》. 숙명여대출판부.
- 강영주 (1999). 《벽초 홍명희 연구》. 창작과비평사. ISBN 978-8936470548.
- 김우선 (2000). 《에스페란티스토 홍형의》. 한국에스페란토협회.
- 《해평 이재현. 지분을 요구하지 아니한 투사》. 한국에스페란토협회. 2001.
- 김우선 (2002). 《선구자 김억》. 한국에스페란토협회.
- 정종휴 (편) (2004). 《야청 최해청 선생. 한국 에스페란토 운동의 후견인》. 한국에스페란토협회.
- 조명자 (편) (2009). 《에스페란토운동사와 김삼수선생》. 한국에스페란토협회.
- 정지창 (2013년 12월 27일). “위험한 언어, 위험한 사상: 에스페란토와 아나키즘”. 평화뉴스.
- 曺聖昊. “에스페란토”. 《민족문화대백과사전》.

### 독일에서의 에스페란토
- 1931: Arnold Behrendt. Deutscher Esperanto-Bund e.V. Ein Rückblick auf 25 Jahre. Mit einem bibliographischen Nachtrag von Reinhard Haupenthal. Represo Saarbrücken: Iltis 1996
- Fritz Wollenberg, Esperanto-Ligo Berlino. Jubilea Libro 1903 - 2003, Esperanto Lingvo kaj kulturo en Berlino, Mondial 2006, ISBN 9871595690432
  - 베를린의 에스페란토 역사.
- Fritz Wollenberg, El la historio de la Esperanto-movado en Berlin. 90 jaroj Esperanto en Berlin. Berlin: Esperanto-Ligo Berlin 1993.
  - 베를린의 에스페란토 역사.
- Mattusch, Edeltraud; Mattusch, Max Hans-Jürgen. Esperanto ein Ausweg aus Babylon? 95 Jahre Esperanto in Düsseldorf. Niebüll 2002, ISBN 3-89906-339-2
  - 뒤셀도르프의 에스페란토 역사
- Karl-Ernst Paech. 100 jarojn Esperanto en Munkeno. Munkeno: Esperanto-Klubo 1991
  - 뮌헨의 에스페란토 역사
- Hermann Schmid; Margarete Schmid (ed.). 100 Jahre Esperanto-Gruppe Nürnberg 1888-1988. Augsburg: Esperanto-Press 1988
  - 뉘른베르크의 에스페란토 역사
- 80 Jahre Esperanto-Gesellschaft Frankfurt am Main e.V. 1904-1984. Frankfurt: Esperanto-Gesellschaft 1984
  - 프랑크푸르트의 에스페란토 역사
- Zur Geschichte der Arbeiter-Esperanto-Bewegung im Bezirk Erzgebirge-Vogtland (1907-1933). Karl-Marx-Stadt 1976
- 100 Jahre Esperanto in Freiburg. Freiburg 1991
- Rolf Beau, Ino Kolbe. Esperanto in Leipzig und Umgebung 1945-1991. Althen: Deutscher Esperanto-Bund, Landesverband Sachsen 1999.
- Ralf Kuse: Esperanto in Mecklenburg-Vorpommern, Eine Chronik 1905-1998, Eldonejo Esperanto-CD Kiel, ISBN 3-924409-04-8
- Ralf Kuse, 95 Jahre Esperanto in Rostock. 1908-2003. S.l. (Schwerin): aŭtoro s.j. (2003)
- Ralf Kuse, Esperanto-Chronik Schwerin 1905-1995. Schwerin: aŭtoro 1995.

### 카탈루냐에서의 에스페란토
- Josep Sala; Joan Torres. L’esperanto a Olot. Olot: Aubert impressor, 1984.
- Jean Amouroux, Robert Lloancy; Marie-Thérèse Lloancy. Histoire du mouvement espérantiste en Roussillon. Perpinjano: Ed. Conflent, 1985.
- Narcís Fluvià i Figueres. "Cronologia de l’esperantisme català". En: Marjorie Boulton. Zamenhof, autor de l’esperanto. Barcelono: Llamp-KEA, 1987.
- Ĝirona Espero. Girona: Ĝirona Espero, 1987. 30 p.
- Xavier Margais i Basi: El moviment esperantista a Mallorca (1898-1938). Edicions Documenta Balear, col. Arbre de Mar núm 6. Palma, 2002. ISBN 84-95694-29-8. 372+16 p.
- Francesc Poblet i Feijoo: Els inicis del moviment esperantista a Catalunya – La komenca esperanto-movado en Katalunio. Constantí: Kataluna Esperanto-Asocio – O Limaco Edicions, 2004. ISBN 84-933380-5-2. 120 p.
- Antonio Marco Botella: Esperanto en Katalunio (1887-1987). Barcelono: Barcelona Esperanto-Centro, 2005. ISBN 84-933700-1-0. 358 p.
- Francesc Poblet i Feijoo: El Congrés Universal d’Esperanto de 1909 a Barcelona. La consolidació del moviment esperantista als Països Catalans. – La Universala Kongreso de Esperanto de 1909 en Barcelono. La firmigo de la esperanto-movado en la Kataluna Landaro. Sabadell: Kataluna Esperanto-Asocio, 2008. ISBN 978-84-936728-1-2. 140 p.

### 기타
- Andrzej Pettyn. Skizo pri la Esperanto-movado en Pollando. Pola Esperanto-Asocio, 바르샤바, 1978.
  - 폴란드의 에스페란토 역사.
- Andreas Künzli. Universalaj Lingvoj en Svislando. Svisa Esperanto-Societo, La Chaux-de-Fonds, 2006.
  - 스위스의 에스페란토 역사.
- Germain Pirlot, Moresnet, 1987. Aŭtoro, Oostende, 1987.
  - 1816~1919년 중립 모레스네.
- Stanislav Kamarýt. Historio de la Esperanto-Movado en Cxehxoslovakio. Ĉeĥa Esperanto-Asocio, 프라하, 1983.
  - 체코슬로바키아의 에스페란토 역사.
- Jubileums-Matrikel, Jubilea matrikulo 1931. Sveda Esperanto-Federacio (SEF), 스톡홀름, 1931.
  - 스웨덴의 에스페란토 역사.